# Айновские острова

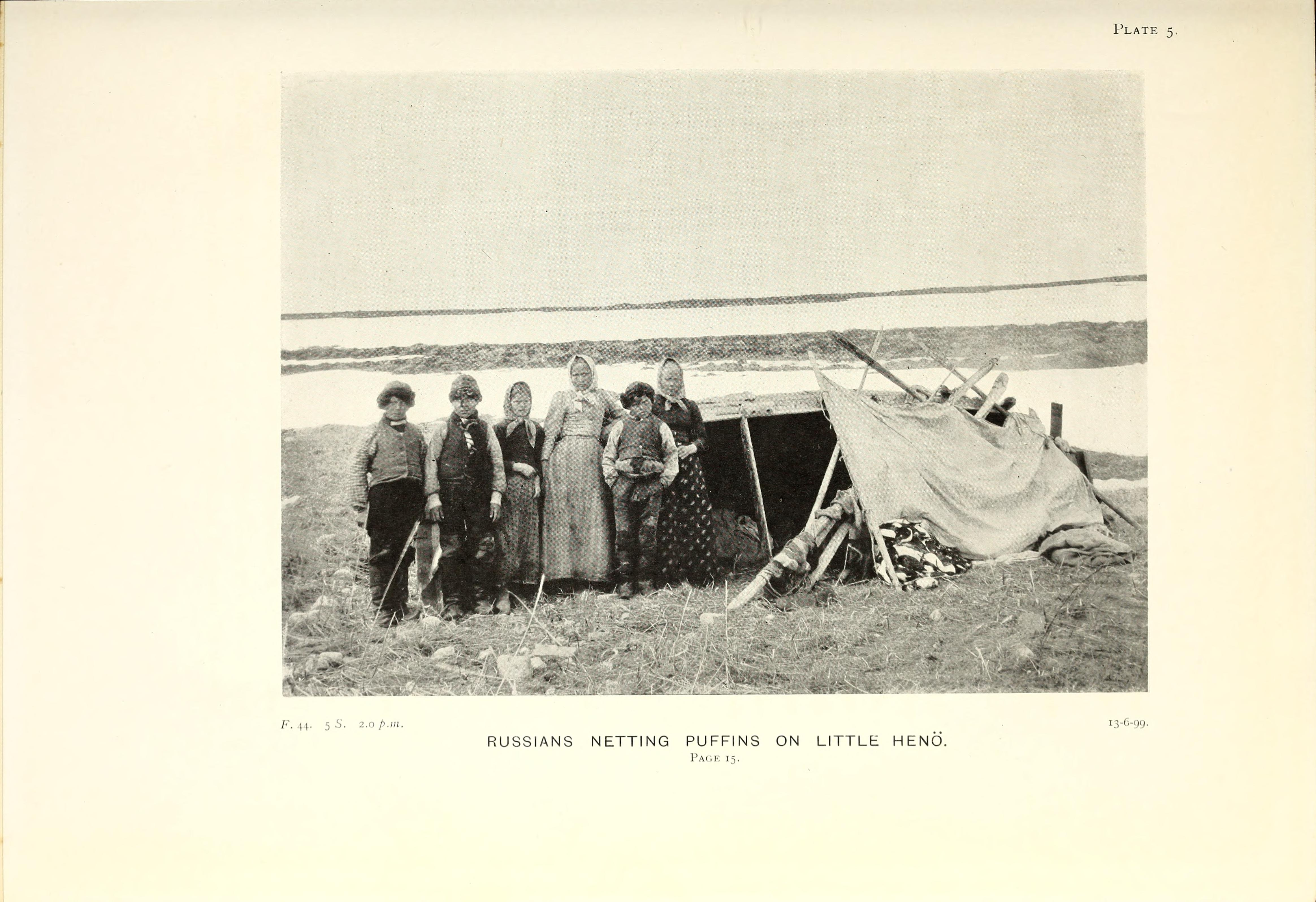
Русские дети на острове Малый Айнов, 1904 год

Айновские острова — группа островов в Баренцевом море, в заливе Варангер-фьорд. Административно входит в Печенгский район Мурманской области России.
Включает в себя два острова: Большой Айнов и Малый Айнов. Расположены в 5 км от полуострова Среднего.
Между островами пролив глубиной до 17 м. На территории островов находятся гнездовья птиц. Острова являются частью Кандалакшского заповедника.
По итогам Первой советско-финской войны Айновские острова на основании Тартуского мирного договора 1920 года вместе с Печенгской областью переданы РСФСР в состав Финляндии. В ходе Советско-финляндской войны 1939—1940 гг. СССР занял район Печенги, однако по окончании войны в соответствии с Московским договором 1940 года присоединил только западные части полуостровов Рыбачьего и Среднего. В результате Петсамо-Киркенесской операции 1944 года на основании соглашения о перемирии Айновские острова, как и вся Печенгская область, возвращены в состав РСФСР. Окончательно граница закреплена Парижским мирным договором 1947 года.